# Foodfight!
Foodfight! è un film d'animazione del 2012 co-scritto, diretto e co-prodotto da Lawrence Kasanoff.

## Trama
Appena Il supermercato "Marketropolis" chiude,  si trasforma come se diventasse una città dando vita a le mascotte dei prodotti in vendita, denominate "Ikes".
L'eroica mascotte dei cereali Dex Dogtective sta per fare la proposta alla sua ragazza Sunshine Goodness, una mascotte dell'uvetta, ma lei scompare poco prima che lui possa farlo.
Sei mesi dopo, un rappresentante del marchio X, il Mr. Clipboard, arriva a Marketropolis e spinge in modo aggressivo la gamma di prodotti generici del marchio X a Leonard, il manager del negozio. Nel mondo degli Ikes, l'arrivo di Lady X, il seducente detersivo Brand X Ike, provoca scompiglio al club di Dex, il Copabanana
I prodotti del marchio X iniziano a sostituire i prodotti precedenti, il che si rispecchia nel mondo di Ikes con la morte di diversi Ikes.  Dopo che l'amico di Dex Daredevil Dan, uno scoiattolo di cioccolato, scompare, Dex inizia a indagare. Dopo aver respinto i tentativi di Lady X di portarlo dalla parte di Brand X, Dex viene rinchiuso in un'asciugatrice con Dan per essere sciolto, ma i due riescono a scappare. Dan e Dex scoprono che il marchio X contiene un ingrediente segreto che crea dipendenza e tossico.

## Accoglienza

### Incassi
Foodfight! ha incassato 73.706$ contro un budget stimato di 65.000.000$.

### Critica
Il film è stato bocciato sia dal pubblico, che dalla critica specializzata a causa dell'uso massiccio del product placement e a una trama pessima.